# Corpo-seco
Corpo-seco (também conhecido como Unhudo ou Raquítico Galopante) é uma lenda que faz parte do folclore brasileiro e do folclore ibérico. É descrito como um cadáver ressequido que é expulso da terra como punição por pecado excepcionalmente grave. Em histórias em que o espírito deixa o corpo-seco, é também chamado de Bradador ou Lameirudo em Portugal.

## Descrição
A convergência dos espíritos-bradadores, almas que gritam e choram, comuns no Folclore europeu, como o Corpo-Seco, é uma natural e lógica explicação popular. O cadáver ressequido, expulso da terra, parece rejeitado por ela e só se daria por um pecado excepcionalmente grave. O fantasma gritador (Bradador) deve ser, forçosamente, o espírito que animava o Corpo-Seco. Ambos, espírito e corpo, cumprem uma sina, satisfazendo compromissos morais e religiosos.
Sendo descrito por Basílio de Magalhães como:
"Um homem maligno que agrediu a própria mãe e que antes de morrer, nem Deus e nem o diabo o quiseram por seus pecados, por isso então a terra do cemitério o repeliu e, um dia, mirrado, dessecado, e com a pele engelhada sobre os ossos, de sua tumba se levantou, em obediência a seu fado, para vagar e assombrando os viventes, na caladas da noite".
Em Ituiutaba, interior de Minas Gerais, há uma variação desta lenda: conta-se que o corpo-seco depois de ser expulso pela terra várias vezes é levado por bombeiros a uma aparente caverna em uma serra que fica ao sul do município. Diz-se que quem passa à noite pela estrada de terra próxima à "Serra do Corpo-Seco" consegue ouvir os gritos da criatura ecoando de dentro da caverna.
No Paraná, Santa Catarina e parte do interior de São Paulo leva o nome de Bradador, Berrador, Barrulheiro e Bicho Barulhento, porque assombraria povoados, gritando nos campos após a meia-noite onde durante o dia, ele assumiria a forma de corpo-seco e assombraria cemitérios.
Em São Luiz do Paraitinga houve o relato do corpo-seco como um homem mau que negou esmolas e agrediu frades mendicantes e foi amaldiçoado por eles. Após sua morte seu corpo teria se tornado um corpo-seco e levado para fora do cemitério para a região que assombraria.
Em Dois Córregos há na tradição oral o mito do Unhudo de Pedra Branca. O Unhudo é descrito como a alma penada de um antigo proprietário de terras, que era um homem alto, com chapéu de palha e cabelos compridos que atacou alguém que colhia flores e frutas de um pomar e que assombra a região por seu corpo não se deteriorar.
Há relatos do corpo-seco no estado de Paraná, Amazonas, Minas Gerais, São Paulo e no Nordeste brasileiro e em alguns países africanos de língua portuguesa como nas aparições do corpo-seco por soldados zimbabuanos durante a missão UNAVEM III em Angola.[carece de fontes?]